# 고전마르크스주의

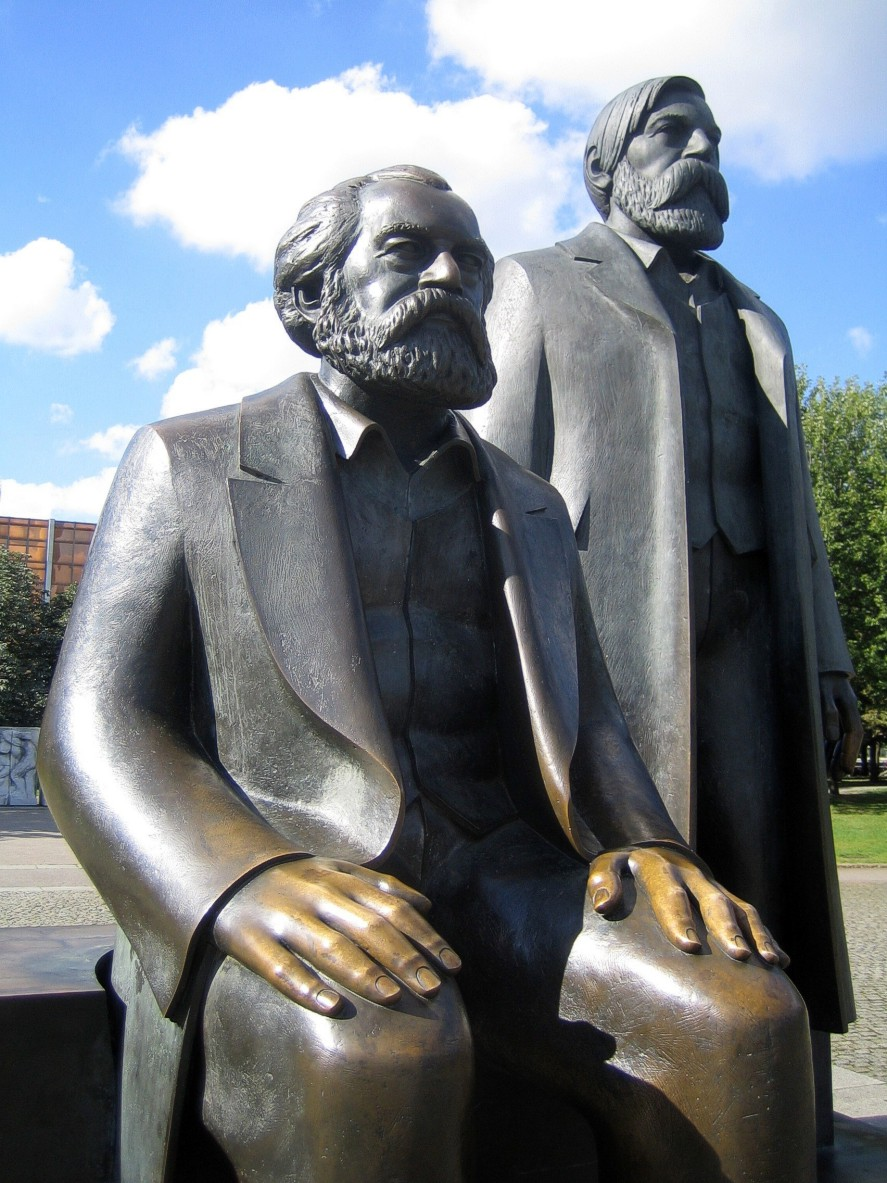

고전마르크스주의(classical Marxism)는 카를 마르크스와 프리드리히 엥겔스가 그들 자신이 살아 있을 때 발전시키고 전개해나간 경제학, 철학, 사회학 이론들을 말한다.
다음과 같은 개념들을 기본으로 삼는다.
- 소외
- 토대와 상부구조
- 계급의식
- 착취와 수탈
- 유물사관
- 생산수단
- 이념
- 생산양식
- 정치경제학

고전마르크스주의는 정통마르크스주의와 비정통마르크스주의(레닌주의, 사회민주주의)로 계승되었다.

## 같이 보기
- 마르크스주의 경제학